# NGC 2683
NGC 2683 (другие обозначения — UGC 4641, MCG 6-20-11, ZWG 180.17, KUG 0849+336, PGC 24930) — спиральная галактика (Sb) в созвездии Рыси. Открыта Уильямом Гершелем в 1788 году. Имеет неформальное название «НЛО».
Галактика удалена на 7,7 мегапарсек. Кривая вращения галактики достигает 215 км/с на расстоянии в 3 мегапарсека от центра, после чего убывает, что указывает на небольшую массу тёмного гало галактики. Диск галактики имеет немного искривлённую форму. Это галактика поля, то есть она не принадлежит к какому-либо скоплению или группе.
В галактике известно 19 шаровых скоплений и ещё 5 кандидатов в шаровые скопления. Большинство из этих объектов — старше 10 миллиардов лет, по возрасту и химическому составу они похожи на шаровые скопления Млечного Пути. Однако есть и одно относительно молодое скопление возрастом в 3,3 миллиарда лет, расположенное близко к центру. С учётом того, что возраст звёздного населения в центре NGC 2683 приблизительно такой же, вероятно, это скопление образовалось при той же вспышке звездообразования, что и большинство звёзд в центре.
При наблюдении галактика видна почти с ребра. Поскольку свет всех её звёзд сконцентрирован на небольшой площади, она доступна для наблюдения в бинокль и является столь же яркой, как M 84 или M 86.
Этот объект входит в число перечисленных в оригинальной редакции «Нового общего каталога».